# 초원의 소들

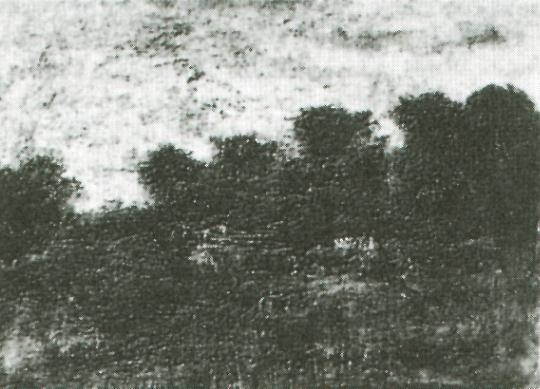
저화질의 《초원의 소들》 사진

《초원의 소들》(영어: Cows in the Meadow)은 빈센트 반 고흐가 1883년에 그린 유화이다. 이 그림은 한때 화질이 매우 좋지 않은 사진으로만 알려졌었다.